# Tabernanthe
Tabernanthe là chi thực vật có hoa trong họ Apocynaceae.